# درک آکورا
درک آکورا (انگلیسی: Derek Acorah؛ زادهٔ ۲۷ ژانویهٔ ۱۹۵۰ - درگذشت ۳ ژانویهٔ ۲۰۲۰) هنرپیشه، و بازیکن فوتبال اهل انگلستان بود. از باشگاه‌هایی که در آن بازی کرده‌است می‌توان به باشگاه فوتبال لیورپول اشاره کرد.